# Paul Rabinow
Paul M. Rabinow, né le 21 juin 1944 à New York et mort le 6 avril 2021 à Berkeley, est un anthropologue américain.
Il est professeur d'anthropologie à l'université de Californie (Berkeley), directeur du Anthropology of the Contemporary Research Collaboratory (ARC) et directeur du Human Practices for the Synthetic Biology Engineering Research Center (SynBERC).
Spécialiste de Michel Foucault, il a contribué à diffuser son œuvre dans le monde anglo-saxon par la publication de son Michel Foucault, Beyond Structuralism and Hermeneutics, écrit en collaboration avec le philosophe américain Hubert Dreyfus, et de son Foucault reader (1984).

## Thèmes de recherche
Paul Rabinow a obtenu un doctorat en anthropologie à l'université de Chicago sous la direction de Clifford Geertz. Il étudie par la suite à l'École pratique des hautes études à Paris de 1965 à 1966. Il effectue des recherches de terrain dans un petit village du Maroc qui donneront lieu à la publication de ses deux premiers ouvrages. En 1978, il devient professeur d'anthropologie à Berkeley. Il reçoit une bourse Guggenheim en 1980.
Spécialiste de la pensée française, il a cofondé un programme de French Cultural Studies à Berkeley et, en 1998, il est nommé Chevalier de l'Ordre des Arts et des Lettres par le gouvernement français. De 2001 à 2002, il se fait attribuer la Chaire internationale de recherche Blaise-Pascal à l'École normale supérieure.
Ses travaux portent notamment sur la modernité, sur les problèmes qu'elle pose en particulier par rapport au savoir et au pouvoir (problématique qui recoupe les préoccupations de Michel Foucault). Il désigne son approche comme une « anthropologie de la raison » et les principaux centres d'intérêt de ses travaux sont la biopolitique ou encore la biosécurité avec une insistance particulière sur les « affects ».

## Publications
en anglais
- (en) Symbolic Domination: Cultural Form and Historical Change in Morocco, University of Chicago Press, 1975.
- (en) Reflections on Fieldwork in Morocco, University of California Press, 1977 (trad. française, espagnole, japonaise).
- (en) avec W. Sullivan, Interpretive Social Science: A Reader, University of California Press, 1978.
- (en) avec  Hubert Dreyfus, Michel Foucault, Beyond Structuralism and Hermeneutics, University of Chicago Press, 1983 ; 2e édition (trad. française, allemande, espagnole, portugaise, chinoise, japonaise, russe).
- (en) The Foucault Reader, Pantheon Books, 1984.
- (en) avec W. Sullivan, Interpretive Social Science: A Second Look, University of California Press, 1987.
- (en) French Modern: Norms and Forms of the Social Environment, MIT Press, 1989 ; rééd. University of Chicago Press, 1995 (trad. française, 2004).
- (en) Making PCR. A Story of Biotechnology, University of Chicago Press, 1996. (traduction française, japonaise, chinoise, italienne).
- (en) Ethics, Subjectivity and Truth, Vol. 1 of The Essential Works of Michel Foucault 1954-1984, Series editor and editor of Vol. 1. The New Press, 1997.
- (en) Essays in the Anthropology of Reason, Princeton University Press, 1997 (trad. française, portugaise 1999, allemande 2004).
- (en) French DNA. Trouble in Purgatory, University of Chicago Press, 1999 (trad. française, 2000).
- (en) avec Nikolas Rose, The Essential Foucault, The New Press, 2003.
- (en) Anthropos Today: Reflections on Modern Equipment, Princeton University Press, 2003 (trad. allemande, 2004).
- (en) avec Talia Dan-Cohen, A Machine to Make a Future: Biotech Chronicles, 2d revised edition, Princeton University Press, 2004 ; 2006.
- (en) Marking Time: On the Anthropology of the Contemporary, Princeton: Princeton University Press, 2007.

- (en) Designing Human Practices: An Experiment in Synthetic Biology. University of Chicago Press, 2012 (with Gaymon Bennett).
- (en) Demands of the Day: On the Logic of Anthropological Inquiry. University of Chicago Press, 2013 (with Anthony Stavrianakis).
- (en) Designs on the Contemporary: Anthropological Tests. University of Chicago Press, 2014 (with Anthony Stavrianakis).
- (en) Unconsolable Contemporary: Observing Gerhard Richter. Duke University Press, 2017
- (en) Inquiry After Modernism. ARC, Wilsted & Taylor, 2019  Open access(with Anthony Stavrianakis).
- (en) The Privilege of Neglect: Science as a Vocation Revisited. ARC, Wilsted & Taylor, 2020 Open access.
- (en) From Chaos to Solace: Topological Meditations. ARC, Wilsted & Taylor, 2021  (with Anthony Stavrianakis).

en français
- (fr) avec  Hubert Dreyfus, Michel Foucault : un parcours philosophique : au-delà de l'objectivité et de la subjectivité, Gallimard, 1984 (éd. originale, 1983).
- (fr) Un Ethnologue au Maroc : réflexions sur une enquête de terrain, Hachette, 1988 (éd. originale, 1977), préface de Pierre Bourdieu.
- (fr) Le déchiffrage du génome : l'aventure française, Odile Jacob, 2000 (éd. originale, 1999 ; trad. de Frédéric Keck).
- (fr) Une France si moderne : naissance du social, 1800-1950 : essai, Buchet-Chastel, 2006 (éd. originale, 1989).